# Tribunal d'opinion
Ne doit pas être confondu avec Procès-spectacle, Procès fictif ou Procès médiatique.
 (novembre 2017).
Si vous disposez d'ouvrages ou d'articles de référence ou si vous connaissez des sites web de qualité traitant du thème abordé ici, merci de compléter l'article en donnant les références utiles à sa vérifiabilité et en les liant à la section « Notes et références ».
Un tribunal d'opinion est une assemblée délibérative dans laquelle des personnalités dénoncent sous une forme juridique des actes qu'elles estiment répréhensibles, en particulier par rapport au droit international. Des juristes, bénévoles ou non, remettent des avis consultatifs au jury qui dirige et médiatise le « procès ». Les sentences prononcées ne peuvent prendre effet mais les avis émis se veulent basés sur la législation réelle et sont remis aux autorités. Le terme est fréquemment utilisé en Belgique [réf. nécessaire]. 
Bertrand Russell et Jean-Paul Sartre sont à l'initiative du premier tribunal d'opinion, le Tribunal Russell, afin de juger « les crimes de guerre des États-Unis » au Vietnam.
Le tribunal d'opinion le plus célèbre est sans doute le Tribunal permanent des peuples, né à Bologne en juin 1979 à l'initiative du sénateur et théoricien italien Lelio Basso. Il s’appuie sur la déclaration universelle des droits des peuples (Alger, 1976) et sur tous les instruments de droit international [réf. souhaitée]. Il peut s'appuyer également sur la Déclaration sur les droits des peuples autochtones adoptée par l'ONU et la Déclaration Universelle des Droits Collectifs des Peuples adoptée à Barcelone par l'Assemblée Générale de la “Conférence des Nations sans État d'Europe” (CONSEU). Ce tribunal s’est penché sur le Sahara occidental, l’Argentine, l’Érythrée, les Philippines, le Salvador, l’Afghanistan, le Timor-Oriental, le Zaïre, le Guatemala, le génocide arménien, l’intervention des États-Unis au Nicaragua, l’Amazonie brésilienne, le Tibet, etc. Dans certains cas (Amérique centrale, Afghanistan, Pakistan…), des commissions d’enquête se sont rendues sur place.

## Exemples de sessions de tribunaux d'opinion
- 1970 : Tribunal Populaire de Lens

- 1982 : Tribunal Russell sur le Congo, à Rotterdam

- 1988, 13e TPP à Berlin : La politique du FMI et de la Banque mondiale I

- 1994, 14e TPP à Madrid : La politique du FMI et de la Banque mondiale, 2e procès

- 1995, 22e TPP à Berlin : le droit d'asile en Europe

- 5 - 8 novembre 2004, 32e TPP à Paris : "LES VIOLATIONS DES DROITS DE L’HOMME EN ALGERIE (1992-2004)"[3]

- 17 - 19 janvier 2008 (hors TPP) : Accusation de l’État belge pour le traitement qu’il réserve à des centaines d’enfants innocents dans les centres fermés pour étrangers. Il fut répondu à la question : l’enfermement d’enfants dans les centres fermés pour étrangers constitue-t-il une violation de la Convention relative aux droits de l'enfant du 20 novembre 1989 ou d’autres dispositions en matière de droits fondamentaux ? Tribunal présidé par Jaap Doek, président du Comité des droits de l'enfant des Nations unies jusqu'en février 2007. Ce tribunal d'opinion a reçu le prix Lydia Chagoll 2008.

- 21 - 23 juillet 2008, 33e TPP à Bogotá : "Les entreprises transnationales et les crimes contre l'humanité". Cette audition a été la dernière, après quatre séances préliminaires, dont le début eut lieu à Berne (Suisse) au mois novembre 2005. Audition présidée par le Prix Nobel de la paix Adolfo Pérez Esquivel

- 15 au 17 septembre 2008 (hors TPP) : «LA VIOLATION DE DROITS HUMAINS EN COLOMBIE, UN CRIME DE L’ÉTAT» au Parlement européen

- En mars 2009, a été lancé le Tribunal Russell sur la Palestine

- En 2009, le Tribunal International Agent Orange s'est donné comme objectif, en mai 2009, d'alerter l'opinion mondiale sur le sort des victimes vietnamienne de l'agent orange déversé sur le Vietnam durant la guerre du Viêt Nam, après le refus de la Cour suprême des États-Unis de valider leurs plaintes